# Никольские Сороки
Нико́льские Соро́ки — деревня в Буинском районе Республики Татарстан, в составе Сорок-Сайдакского сельского поселения.

## Этимология названия
Топоним произошёл от ойконима «Никольское» и орнитонима «сорока».

## География
Деревня находится близ границы с Чувашской Республикой, между деревней Малые Шихирданы и селом Сорок-Сайдак, в 31 километре к западу от города Буинск.

## История
Деревня основана во второй половине XVII века. В дореволюционных источниках упоминается также как Никольское, Михайловка, Сорока-Сайдаки.
В XVIII — первой половине XIX веков жители относились к категории помещичьих крестьян. Занимались земледелием, разведением скота.
В начале XX века здесь имелась церковно-приходская школа. В этот период земельный надел сельской общины составлял 318,2 десятины.
До 1920 деревня входила в Тимбаевскую волость Буинского уезда Симбирской губернии. С 1920 года в составе Буинского кантона ТАССР. С 10 августа 1930 года в Буинском, с 10 февраля 1935 года в Будённовском, с 29 ноября 1957 года в Цильнинском, с 12 октября 1959 года в Буинском районах.

## Население
| 1859 | 1897  | 1913  | 1920  | 1926  | 1938  | 1949  | 1958  | 1970  | 1979  | 1989  | 2002  | 2010  |
| ---- | ----- | ----- | ----- | ----- | ----- | ----- | ----- | ----- | ----- | ----- | ----- | ----- |
| 342  | 329 ↘ | 473 ↗ | 445 ↘ | 465 ↗ | 539 ↗ | 215 ↘ | 344 ↗ | 241 ↘ | 234 ↘ | 159 ↘ | 105 ↘ | 102 ↘ |

## Экономика
Полеводство, молочное скотоводство.